# Hiệp định hợp tác nghề cá ở Vịnh Bắc Bộ
Hiệp định hợp tác nghề cá ở Vịnh Bắc Bộ (tiếng Trung: 北部湾渔业合作协定) được ký kết giữa Chính phủ Việt Nam và Chính phủ Trung Quốc tại Bắc Kinh ngày 25 tháng 12 năm 2000. Hiệp định bao gồm hai bản, mỗi bản bằng tiếng Việt và tiếng Trung, có giá trị ngang nhau. Người đại diện ký kết của Việt Nam là Bộ trưởng Thủy sản Tạ Quang Ngọc, người đại diện ký kết của Trung Quốc là Bộ trưởng Nông nghiệp Trần Diệu Bang (陈耀邦) Hiệp định có hiệu lực thi hành kể từ ngày 30 tháng 6 năm 2004.

## Bối cảnh
Vịnh Bắc Bộ có nguồn lợi hải sản phong phú. Chính phủ Việt Nam Dân chủ Cộng hòa và Cộng hòa Nhân dân Trung Hoa vào các năm 1957, 1961 và 1963, đã ký các thoả thuận cho phép thuyền buồm của hai bên được đánh bắt trong vịnh ngoài phạm vi 3 hải lý, 6 hải lý và 12 hải lý tính từ bờ biển và hải đảo mỗi bên. Các thoả thuận này hết hiệu lực vào đầu thập niên 1970.
Trong quá trình đàm phán về hoạch định vịnh Bắc Bộ, Trung Quốc kiên trì đề nghị dàn xếp nghề cá bằng việc lập Vùng đánh cá chung, đồng thời với việc phân định vịnh Bắc Bộ và nhấn mạnh việc gắn thoả thuận này với vấn đề hoạch định vịnh Bắc Bộ. Việt Nam chủ trương tách vấn đề nghề cá ra khỏi vấn đề hoạch định. Việt Nam cho rằng không giải quyết được vấn đề nghề cá có thể dẫn đến hậu quả là khó giải quyết được vấn đề phân định Vịnh Bắc Bộ trong năm 2000, và đến tháng 4 năm 2000, Việt Nam tán thành đàm phán về nghề cá.

## Nội dung

### Vùng đánh cá chung
Qua sáu vòng đàm phán cấp chuyên viên về nghề cá, qua thương lượng, hai bên đã nhất trí hợp tác nghề cá trong vịnh Bắc Bộ bằng việc thiết lập một Vùng đánh cá chung. Phạm vi Vùng đánh cá chung trong vịnh Bắc Bộ từ vĩ tuyến 20°Bắc xuống đường đóng cửa Vịnh, bề rộng là 30,5 hải lý kể từ đường phân định về mỗi phía; có tổng diện tích là 33.500 km², khoảng 27,9% diện tích Vịnh. Vùng đánh cá chung cách bờ của mỗi nước là 30 hải lý: đại bộ phận cách bờ của Việt Nam 35 - 59 hải lý, có hai điểm cách bờ 28 hải lý là ở Mũi Ròn thuộc tỉnh Hà Tĩnh và Mũi Độc thuộc tỉnh Quảng Bình. Thời hạn của Vùng đánh cá chung là 15 năm (12 năm chính thức và ba năm gia hạn).
Phạm vi cụ thể của Vùng đánh cá chung là vùng nước nằm trong các đoạn thẳng tuần tự nối liền các điểm sau đây:
| Điểm | Tọa độ                                          |
| ---- | ----------------------------------------------- |
| 1    | 17°23′38″B 107°34′43″Đ / 17,39389°B 107,57861°Đ |
| 2    | 18°09′20″B 108°20′18″Đ / 18,15556°B 108,33833°Đ |
| 3    | 18°44′25″B 107°41′51″Đ / 18,74028°B 107,6975°Đ  |
| 4    | 19°08′9″B 107°41′51″Đ / 19,13583°B 107,6975°Đ   |
| 5    | 19°43′0″B 108°20′30″Đ / 19,71667°B 108,34167°Đ  |
| 6    | 20°00′0″B 108°42′32″Đ / 20°B 108,70889°Đ        |
| 7    | 20°00′0″B 107°57′42″Đ / 20°B 107,96167°Đ        |
| 8    | 19°52′34″B 107°57′42″Đ / 19,87611°B 107,96167°Đ |
| 9    | 19°52′34″B 107°29′0″Đ / 19,87611°B 107,48333°Đ  |
| 10   | 20°00′0″B 107°29′0″Đ / 20°B 107,48333°Đ         |
| 11   | 20°00′0″B 107°07′41″Đ / 20°B 107,12806°Đ        |
| 12   | 19°33′7″B 106°37′17″Đ / 19,55194°B 106,62139°Đ  |
| 13   | 18°40′0″B 106°37′17″Đ / 18,66667°B 106,62139°Đ  |
| 14   | 18°18′58″B 106°53′8″Đ / 18,31611°B 106,88556°Đ  |
| 15   | 18°00′0″B 107°01′55″Đ / 18°B 107,03194°Đ        |
| 16   | 17°23′38″B 107°34′43″Đ / 17,39389°B 107,57861°Đ |

Theo nội dung hiệp định, vùng đặc quyền kinh tế của nước nào thì nước đó có quyền kiểm tra, kiểm soát và xử lý các tàu cá được phép vào vùng đánh cá chung; sản lượng và số lượng tàu thuyền được phép vào vùng đánh cá chung là dựa trên nguyên tắc bình đẳng, căn cứ vào sản lượng được phép đánh bắt, được xác định thông qua điều tra định kỳ; mỗi bên đều có quyền liên doanh hợp tác đánh cá với bên thứ ba trong vùng đặc quyền kinh tế của mình. Hai bên thoả thuận lập Uỷ ban Liên hợp nghề cá để xây dựng quy chế và thực hiện việc quản lý Vùng đánh cá chung.

### Vùng dàn xếp quá độ
Tại vùng đặc quyền kinh tế của mỗi nước nằm về phía Bắc Vùng đánh cá chung (từ vĩ tuyến 20°N trở lên), hai bên tiến hành giảm dần hoạt động đánh cá ở phía bên kia. Sau bốn năm mỗi bên quản lý vùng biển của mình theo chế độ vùng đặc quyền kinh tế riêng.

### Vùng đệm cho tàu cá nhỏ
Thiết lập một vùng đệm cho tàu cá nhỏ của hai bên qua lại ở khu vực phía ngoài cửa sông Bắc Luân với phạm vi chiều dài 10 hải lý tính từ điểm đầu tiên của đường phân định kéo về phía Nam, chiều rộng lùi về mỗi phía 3 hải lý tính từ đường phân định. Phạm vi cụ thể được tạo bởi các đoạn thẳng tuần tự nối 7 điểm:
| Điểm | Tọa độ                                              |
| ---- | --------------------------------------------------- |
| 1    | 21°28′12,5″B 108°06′4,3″Đ / 21,46667°B 108,1°Đ      |
| 2    | 21°25′40,7″B 108°02′46,1″Đ / 21,41667°B 108,03333°Đ |
| 3    | 21°17′52,1″B 108°04′30,3″Đ / 21,28333°B 108,06667°Đ |
| 4    | 21°18′29″B 108°07′39″Đ / 21,30806°B 108,1275°Đ      |
| 5    | 21°19′5,7″B 108°10′47,8″Đ / 21,31667°B 108,16667°Đ  |
| 6    | 21°25′41,7″B 108°09′20″Đ / 21,41667°B 108,15556°Đ   |
| 7    | 21°28′12,5″B 108°06′4,3″Đ / 21,46667°B 108,1°Đ      |

Nếu phát hiện tàu cá loại nhỏ của bên kia vào hoạt động nghề cá trong vùng đệm cho tàu cá loại nhỏ thuộc vùng nước của mình, bên còn lại có thể cảnh cáo và áp dụng các biện pháp cần thiết để buộc tàu đó rời khỏi vùng nước đó, nhưng nên kiềm chế: không bắt bớ, giam giữ, xử phạt hoặc dùng vũ lực.